# Tortanus longipes
Tortanus longipes is een eenoogkreeftjessoort uit de familie van de Tortanidae. De wetenschappelijke naam van de soort is voor het eerst geldig gepubliceerd in 1948 door Brodsky.